# Plaza de los Museos (Ámsterdam)
La plaza de los Museos (en neerlandés: Museumplein) es un espacio público en el sur de la ciudad de Ámsterdam en los Países Bajos. Alrededor del Museumplein están tres grandes museos: el Rijksmuseum, el museo Van Gogh y el museo Stedelijk, además de la sala de conciertos Concertgebouw.
El área fue escogida para realizar la Exposición Internacional Colonial y de exportación en 1883.
El Museumplein fue reconstruido sobre la base de un diseño del paisajista y arquitecto sueco-danés Sven-Ingvar Andersson en 1999.

## Galería

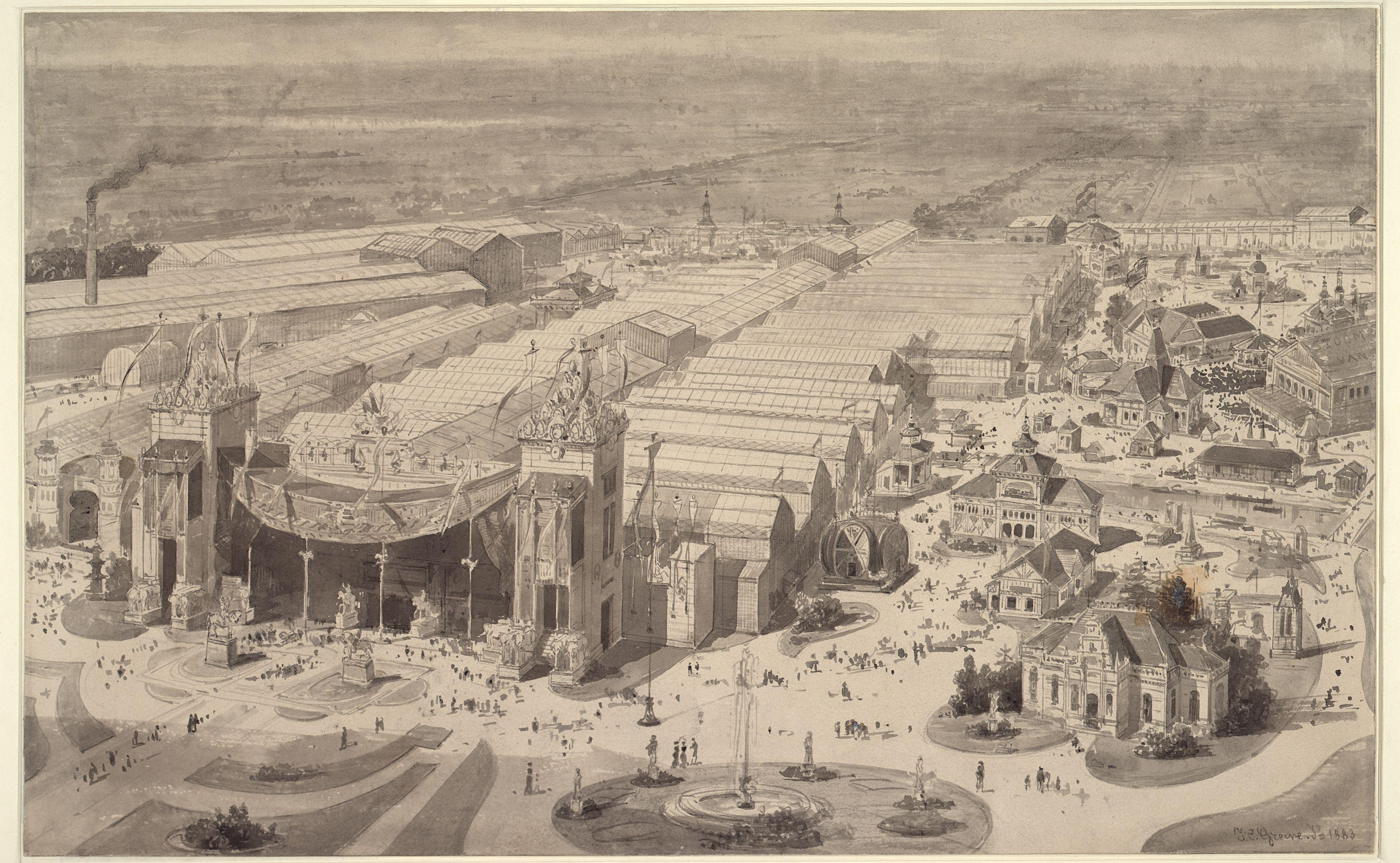
Exposición Internacional Colonial y de Exportación en 1883
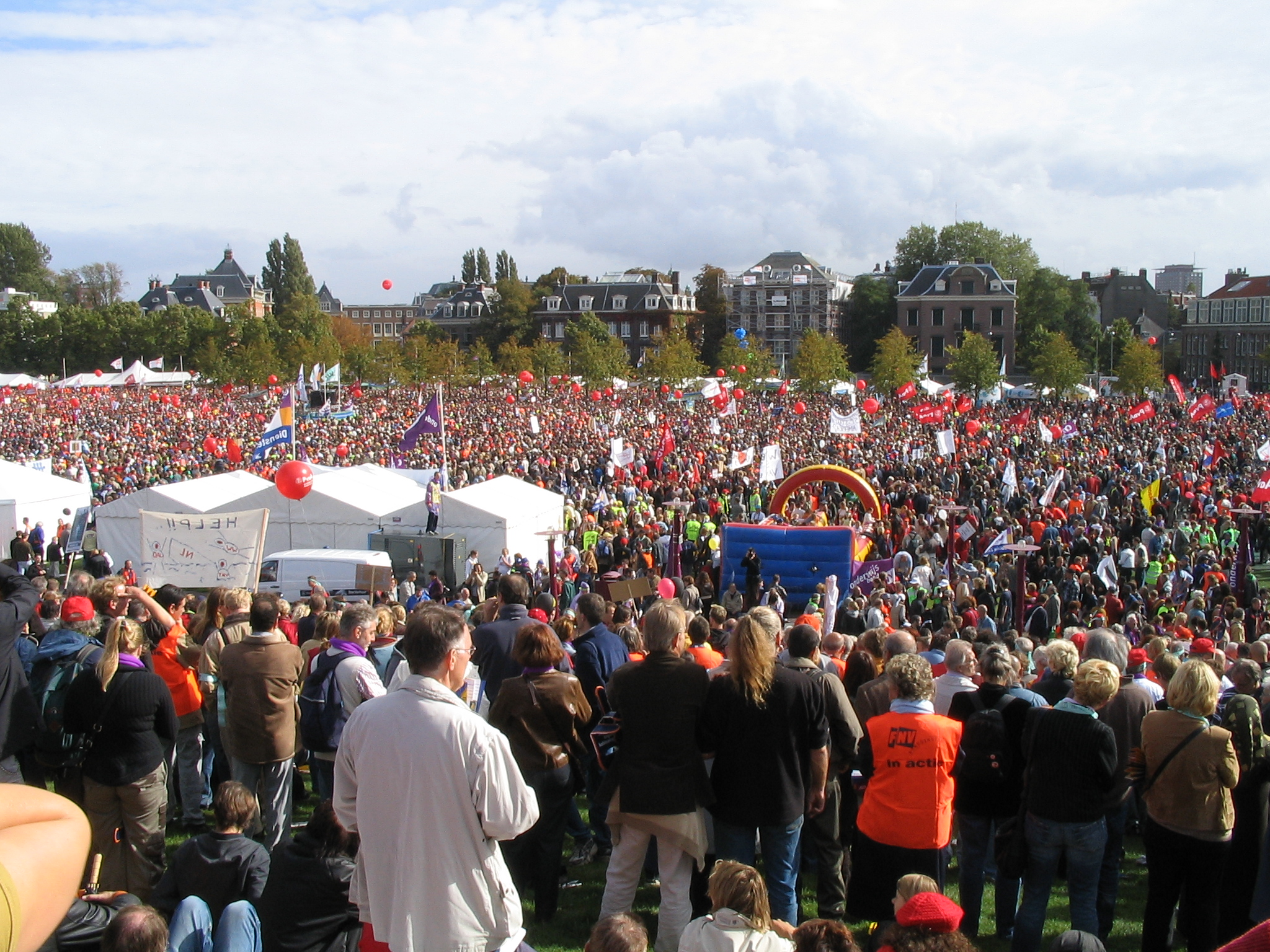
Manifestación contra las políticas gubernamentales en 2004
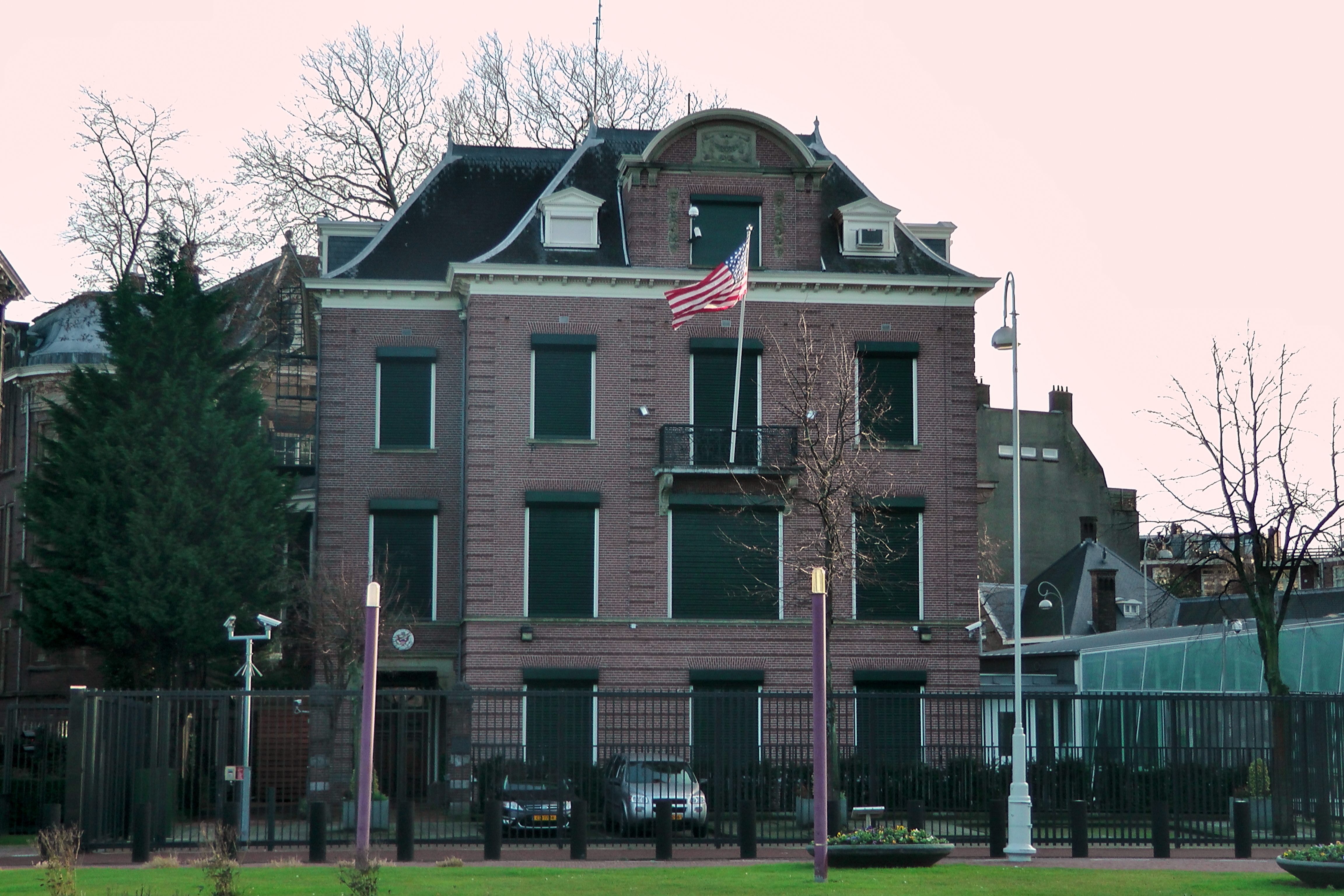
Consulado General de Estados Unidos en Amsterdam Museumplein
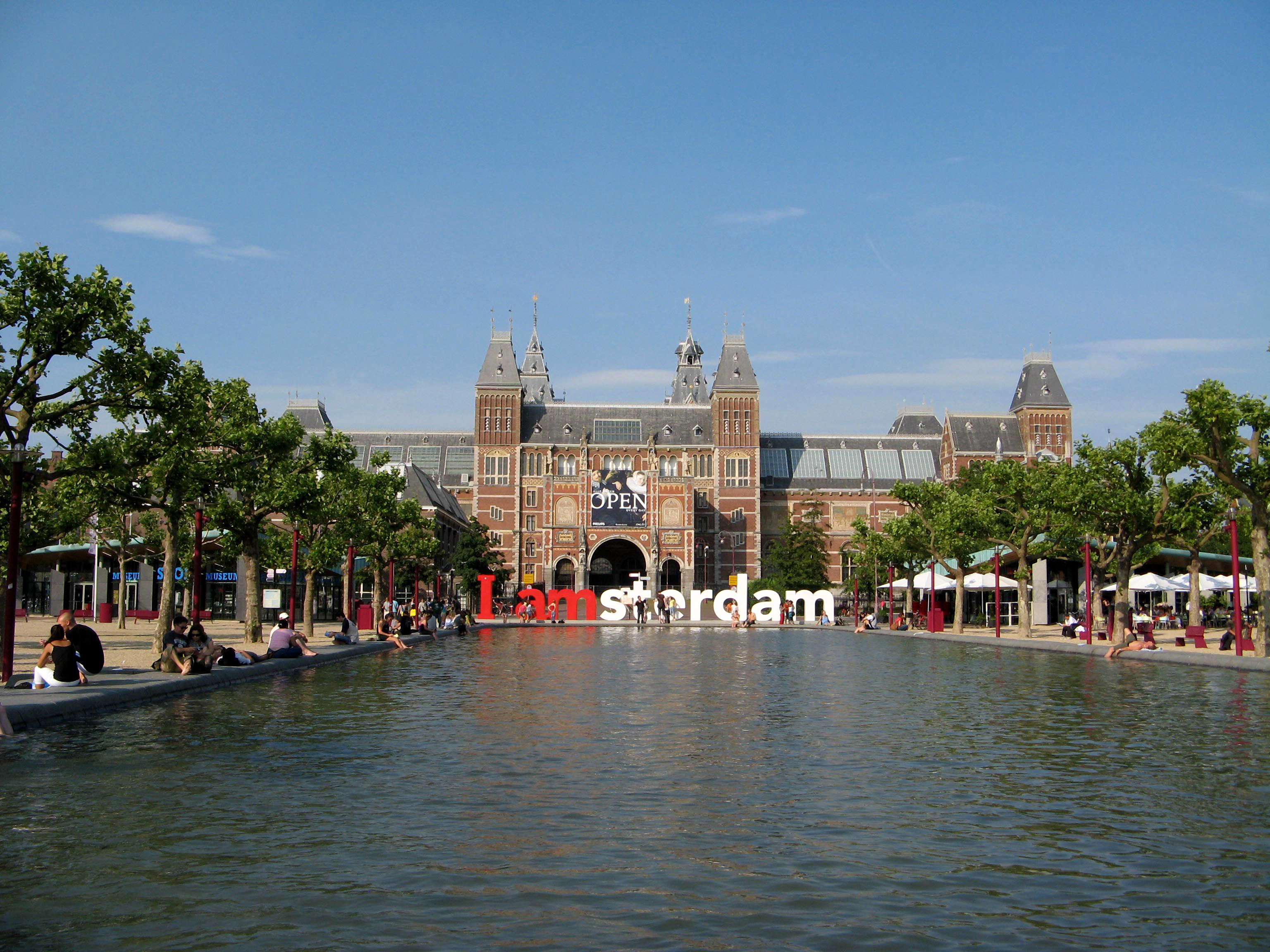
I Amsterdam logo